# Vrševce (Suva Reka)
Pour l’article homonyme, voir Vrševce (Lipljan).
Vërshec en albanais et Vrševce en serbe latin (en serbe cyrillique : Вршевце) est une localité du Kosovo située dans la commune/municipalité de Theranda/Suva Reka et dans le district de Prizren/Prizren. Selon le recensement de 2011, elle compte 159 habitants, dont une majorité d'Albanais.

## Démographie

### Évolution historique de la population
| 1948 | 1953 | 1961 | 1971 | 1981 | 1991 | 2011 |
| ---- | ---- | ---- | ---- | ---- | ---- | ---- |
| 113  | 135  | 154  | 181  | 167  | 144  | 159  |

|  |